# روجر هوبير
روجر هوبير (بالفرنسية: Roger Hubert)‏ هو مصور سينمائي فرنسي، ولد في 30 مارس 1903 في مونتروي في فرنسا، وتوفي في 28 نوفمبر 1964 في باريس في فرنسا.

## وصلات خارجية
- روجر هوبير على موقع IMDb (الإنجليزية)
- روجر هوبير على موقع ألو سيني (الفرنسية)
- روجر هوبير على موقع أول موفي (الإنجليزية)
- روجر هوبير على موقع قاعدة بيانات الأفلام السويدية (السويدية)
- روجر هوبير على موقع قاعدة بيانات الفيلم (الإنجليزية)
- روجر هوبير على موقع كينوبويسك (الروسية)